# Asianopis ornata
Espèce
Synonymes
- Dinopis ornatus Pocock, 1902
- Deinopis ornata Pocock, 1902

Asianopis ornata est une espèce d'araignées aranéomorphes de la famille des Deinopidae.

## Distribution
Cette espèce est endémique d'Éthiopie.

## Description
La femelle holotype mesure 29 mm.

## Systématique et taxinomie
Cette espèce a été décrite sous le protonyme Deinopis ornata par Pocock 1902. Elle est placée dans le genre Asianopis par Chamberland, Agnarsson, Quayle, Ruddy, Starrett et Bond en 2022.

## Publication originale
- Pocock, 1902 : « Some new African spiders. » Annals and Magazine of Natural History, sér. 7, vol. 10, p. 315-330 (texte intégral).